# Maria Helena Semedo

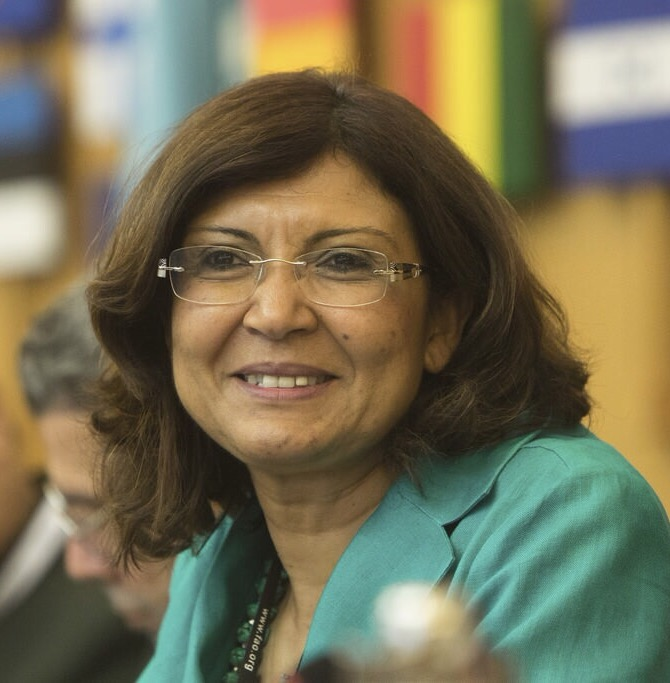
Maria Helena Semedo

Maria Helena Nobre de Morais Querido Semedo, kurz Maria Helena Semedo (* 29. Mai 1959 in der portugiesischen Überseeprovinz Kap Verde) ist eine kap-verdische Wirtschaftswissenschaftlerin, Politikerin und ehemalige Ministerin. Seit Juni 2013 bekleidet sie die Position der stellvertretenden Generaldirektorin der Ernährungs- und Landwirtschaftsorganisation der Vereinten Nationen (FAO).

## Leben
Maria Helena Semedo wurde am 29. Mai 1959 in der damals noch zu Portugal gehörenden Kolonie Kap Verde geboren. Semedo studierte nach ihrer Schulausbildung von 1977 bis 1982 Wirtschaftswissenschaften am Instituto Superior de Economia e Gestão (ISEG) in Lissabon. Dort absolvierte sie auch einen Post-Doc in Wirtschaftsplanung 1982/83.
Nach Abschluss ihrer akademischen Ausbildung wechselte sie 1984 als Wirtschaftswissenschaftlerin in die Planungsabteilung des kap-verdischen Ministeriums für Planung und Zusammenarbeit. Bereits zwei Jahre später wechselte Semedo zur Zentralbank von Kap Verde, dort arbeitete sie Abteilungsleiterin für Organisationsentwicklung und  blieb bis 1991.
1991 stieg Semedo auf und übernahm erstmals ein politisches Amt als Staatssekretärin im Fischereiministerium. Nach den Verfassungsänderungen im Jahr 1993 – in denen die Rolle des Premierministers gestärkt wurde – stieg sie zur Ministerin für Fischerei, Landwirtschaft und ländliche Angelegenheiten auf und war damit die erste weibliche Ministerin des Inselstaats überhaupt. Von 1995 bis 1998 leitete sie das Ressort für maritime Angelegenheiten. In dieser Zeit war sie unter anderem kap-verdische Vertreterin im ständigen zwischenstaatlichen Komitee zur Bekämpfung der Dürre im Sahel (CILSS) und war unter anderem auch für die Neuorganisation des Komitees zuständig. Von 1998 bis 2001 war Semedo Ministerin für Tourismus, Verkehr und maritime Angelegenheiten. Von 2001 bis 2003 übte sie ein Abgeordnetenmandat in der kap-verdischen Nationalversammlung aus, u. a. war sie stellvertretende Leiterin des Wirtschaftsausschusses.
Nach ihrer politische Karriere in dem Inselstaat, wechselte sie das Metier und stieg bei der Ernährungs- und Landwirtschaftsorganisation der Vereinten Nationen (FAO) ein. Dort war sie zunächst FAO-Repräsentantin im Niger. Im Oktober 2008 übernahm sie die stellvertretende Leitung des afrikanischen FAO-Bereichs und die regionale Leitung für Westafrika mit Sitz in Accra, Ghana. 2009 übernahm sie Leitung des afrikanischen FAO-Bereichs. Im Juni 2013 ernannte FAO-Direktor José Graziano da Silva Semedo zur stellvertretenden FAO-Leiterin.